# Nebria vandykei
Nebria vandykei är en skalbaggsart som beskrevs av Baenninger. Nebria vandykei ingår i släktet Nebria och familjen jordlöpare. Inga underarter finns listade i Catalogue of Life.

## Bildgalleri

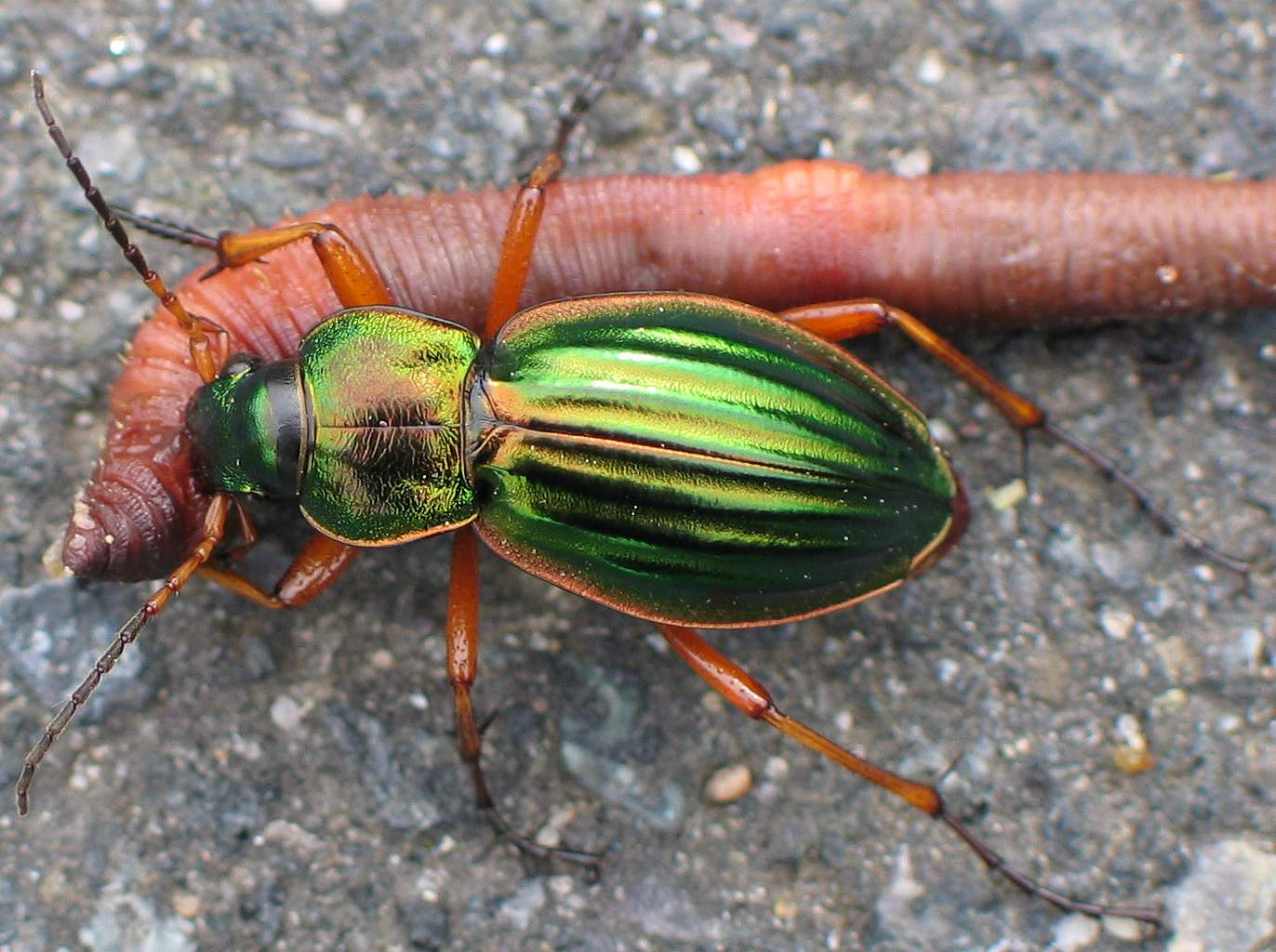